# What Now My Love (album de Herb Alpert)
What Now My Love est le sixième album de Herb Alpert & the Tijuana Brass, sorti en 1966. Il est resté n°1 du classement Billboard Album pendant neuf semaines, la plus longue période de tous les albums sortis par le groupe. La photo de couverture, une prise réalisée lors de la séance de l'album South of the Border de 1964 d'Alpert, le présente avec le mannequin Sandra Moss au  Patio del Moro à West Hollywood. 
Dans sa critique pour Allmusic, le critique musical Richard S. Ginell a écrit : « Avec cet album, Herb Alpert et le Tijuana Brass s'installent dans leur groove de hitmakers, les éléments autrefois étonnamment éclectiques du Dixieland, de la pop, du rock et du mariachi s'intégrant plus harmonieusement dans le mélange contagieux « Ameriachi » d'Alpert. » 
Le printemps et l'été 1966 marquent l'apogée des ventes d'albums du groupe. Dès la semaine du 21 mai 1966, « What Now My Love », est n°2. 
Trois semaines plus tard, le 11 juin 1966, What Now My Love occupe la première place et devient l'un des trois albums de Tijuana Brass à figurer dans le top 5 du classement Billboard Top LPs. L'exploit est renouvelé la semaine suivante, What Now se maintenant à la 1re place, Whipped Cream à la 3e place et Going Places à la 5e place. Seuls les Beatles avaient réussi cet exploit (le 2 mai 1964), et, par la suite, seuls Prince (le 14 mai 2016) et Taylor Swift (le 9 décembre 2023) l'ont répété.

## Track listing

### Face A
1. 1. "What Now My Love" (Gilbert Bécaud, Carl Sigman) - 2:18
  2. "Freckles" (Ervan Coleman) - 2:12
  3. "Memories of Madrid" (Sol Lake) - 2:23
  4. "It Was a Very Good Year" (Ervin Drake) - 3:37
  5. "So What's New?" (John Pisano) - 2:07
  6. "Plucky" (Herb Alpert, Pisano) - 2:21

### Face 2
1. 1. "Magic Trumpet" (Bert Kaempfert) - 2:18
  2. "Cantina Blue" (Sol Lake) - 2:34
  3. "Brasilia" (Julius Wechter) - 2:30
  4. "If I Were a Rich Man" (Sheldon Harnick, Jerry Bock) - 2:33
  5. "Five Minutes More" (Jule Styne, Sammy Cahn) - 1:53
  6. "The Shadow of Your Smile" (Johnny Mandel, Paul Francis Webster) - 3:28

## Classements
| Année | Graphique                                             | Position |
| ----- | ----------------------------------------------------- | -------- |
| 1966  | Albums pop Billboard ( Billboard 200)                 | 1        |
| 1966  | Classement des albums du Kent Music Report australien | 1        |